# Robert Bagge
Robert Bagge, född 15 juni 1982 i Bokenäs församling i Göteborgs och Bohus län, är en svensk friidrottare (längdhopp) tävlande för IF Kville. Han vann SM-guld i längdhopp inomhus år 2007.

## Personliga rekord
| Utomhus - Längdhopp – 7,55 (Monachil, Spanien 10 juli 2010) - Längdhopp – 7,63 (medvind) (Falun 21 augusti 2010) | Inomhus - 60 meter – 7,34 (Göteborg 17 februari 2001) - Längdhopp – 7,46 (Göteborg 25 februari 2007) - Tresteg – 14,17 (Göteborg 8 februari 2003) |